# 8×64mm S

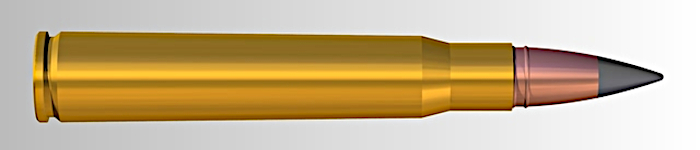
Um cartucho 8×64mm S (CAD).

O 8×64mm S (também conhecido não oficialmente como 8×64mm S Brenneke, embora o nome do seu designer nunca tenha sido adicionado oficialmente como parte do nome do cartucho) é um cartucho de fogo central para rifles, em formato de "garrafa" sem aro desenvolvido usando balas com 8,2 mm (0,323 pol.) de diâmetro, como munição de serviço para o Exército alemão que nunca chegou a adotá-lo. 

## Características
Como é habitual nos cartuchos europeus, o 8 denota o calibre da bala de 8 mm e o 64 denota o comprimento do estojo de 64 mm (2,52 pol.).
O 8×64mm S é um cartucho de caça popular na Europa Central devido ao seu diâmetro da "cabeça" do estojo de 11,95 mm (0,470 pol.) e comprimento total máximo de 87,5 mm (3,445 pol.), permitindo que seja facilmente encaixado no rifle por ação de ferrolho Mauser 98 que tempos atrás, havia sido instituído como padrão militar alemão. Para esse calibre no entanto, para as ações de ferrolho militar M98, as caixas do carregador devem ser adaptadas por um armeiro competente para funcionar corretamente com o cartucho 8×64mm S, uma vez que as caixas do carregador interno M98 apresentam um comprimento interno do carregador de 84 mm (3,31 pol).

## Histórico
O "pai" do 8×64mm S não é outro senão o famoso Wilhelm Brenneke, que apresentou esse seu primeiro cartucho de rifle em 1912, e se tornou muito popular entre as duas guerras mundiais, mas foi descontinuado depois de 1945. Inspirado pela boa velocidade do cartucho militar .30-06 Springfield introduzido nos EUA em 1906, ele acreditava que o cartucho "8×57mm IS" do exército alemão precisava ser melhorado, porém mantendo o calibre de 8 mm. Ao alongar o estojo 8×57, com base nas possibilidades que as dimensões do sistema padrão M98 permitiam, criou o 8×64mm S. Brenneke também impulsionou na época duas verões: S para uso militar e a SI para caça.
Nos escritórios de compras militares em Berlim em 1912, o 8×64mm S encontrou pouca aceitação, visto que não havia razão alguma para questionar a solução dos cartuchos "8×57mm IS" para o Mauser 98, definidos após longos e custosos experimentos, então o 8×64mm Srasch também chegou ao mercado civil. Como é costume na área de língua alemã, Brenneke começou imediatamente a trabalhar em uma versão com aro após a introdução das duas versões sem aro. Isso foi interrompido pela Primeira Guerra Mundial, razão pela qual Brenneke não usou as versões "8×65mm R" e "8×65mm RS", com aro até 1920.
A nova família de cartuchos rapidamente ganhou excelente reputação entre os caçadores entre as duas guerras mundiais. Afinal, o 8×64mm S mantinha o desempenho que muitas vezes era perdido no "8×57mm" para o abate de animais maiores. Como com o "8×57", o "8×64" e o "8×65 R" também se tornaram populares com as versões "S" ao longo dos anos. Armas e cartuchos vieram entre as guerras mundiais principalmente da empresa Brenneke e munições da empresa DWM, que possuía vários laboratórios para o fornecimento para as antigas armas alemãs, e continuou produzindo até a década de 1960. Depois que a produção na DWM foi descontinuada em 1972, começaram a surgir problemas, obrigando que os cartuchos 8×64mm S fossem produzidos pela empresa tcheca Sellier & Bellot, que os fornecia com uma bala pontiaguda parcialmente revestida de 196gr (12,7 g) de sua linha.
Desde o início da década de 1990, durante o IWA OutdoorClassics em Nuremberg, as pessoas ouviram falar da nova apresentação do 8×64mm S pela empresa Brenneke, mas problemas com maquinário e ferramental, retardaram a retomada da produção, o que só aconteceu em 2001, com um ampla gama de formecedores de balas, pólvoras e espoletas adequadas ao 8×64mm S, mantendo seu excelente desempenho.

## Projeto
Essas são as características técnicas do 8×64mm S:

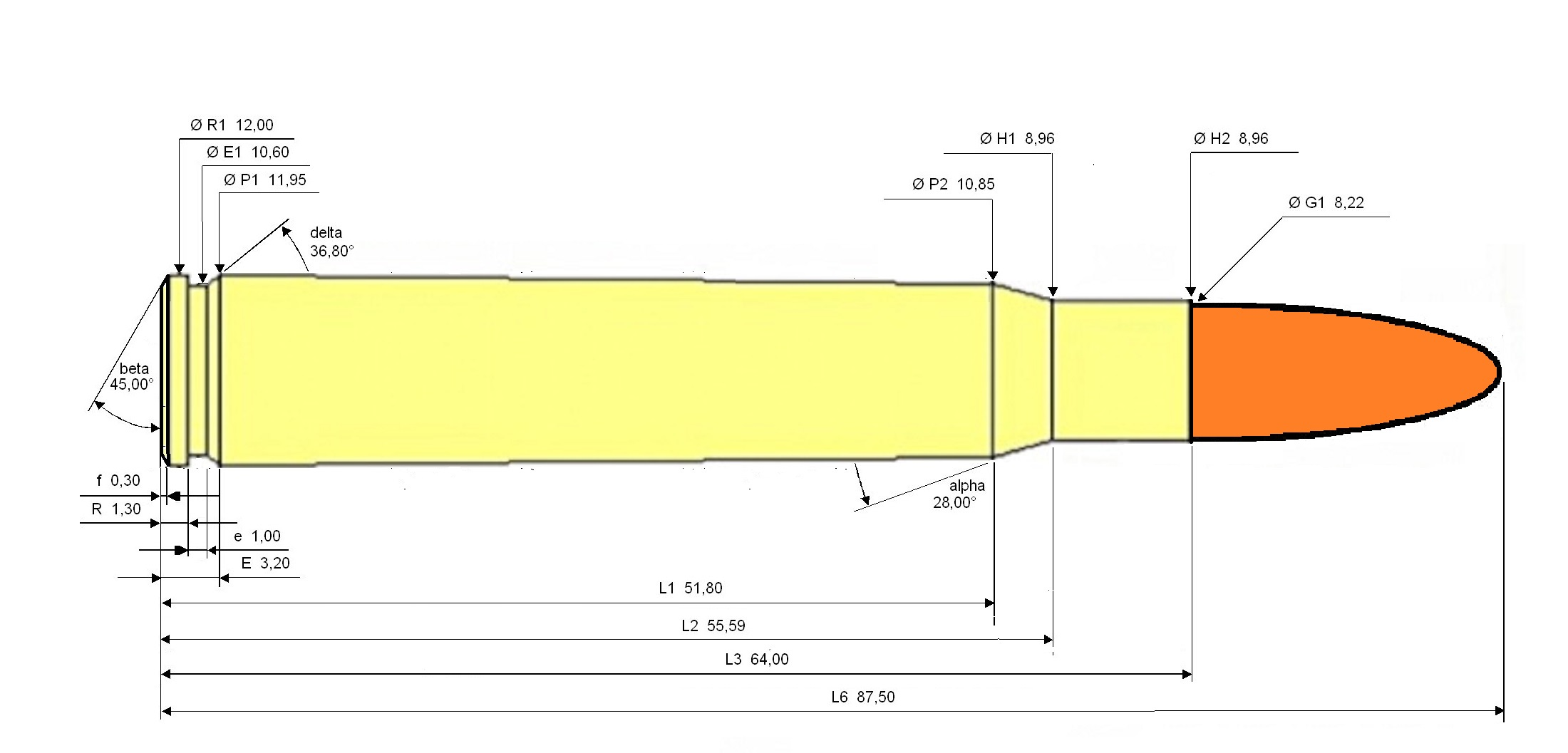